# 30e gala des prix Félix

Le 30e gala des prix Félix, organisé par l'Association québécoise de l'industrie du disque, du spectacle et de la vidéo et animé par Louis-José Houde, s'est déroulé le 2 novembre 2008 et a récompensé les artistes québécois de la chanson.

## Interprète masculin de l'année
- Gregory Charles

Autres nommés: Daniel Bélanger, Nicola Ciccone, Pierre Lapointe, Vincent Vallières.

## Interprète féminine de l'année
- Isabelle Boulay

Autres nommés: Laurence Jalbert, Marie-Mai, Ariane Moffatt, Marie-Élaine Thibert.

## Révélation de l'année
- Alfa Rococo

Autres nommés: Rachid Badouri, Annie Blanchard, Alexandre Désilets, Gatineau, Radio Radio.

## Groupe de l'année
- Karkwa

Autres nommés: 3 gars su l'sofa, Alfa Rococo, Kaïn, les Respectables.

## Auteur-compositeur de l'année
- Karkwa

Autres nommés: Urbain Desbois, Diane Dufresne, El Motor, Catherine Major.

## Artiste s'étant le plus illustré hors Québec
- Isabelle Boulay

Autres nommés: Jamil, Malajube, Simple Plan, Patrick Watson.

## Artiste de la francophonie s'étant le plus illustré au Québec
- Grand Corps Malade

Autres nommés: Alain Bashung, Francis Cabrel, La Compagnie créole, Zachary Richard.

## Chanson populaire de l'année
- Je veux tout de Ariane Moffatt

Autres nommés: Lever l'ancre de Alfa Rococo, Ton histoire d'Isabelle Boulay, Chanson pour Marie de Nicola Ciccone, Oh mon chéri (Le ciel saigne le martyre) d'Anik Jean, 1500 Miles d'Éric Lapointe, Mentir de Marie-Mai, Pousse, pousse de Jonathan Painchaud, Café Lézard de Vincent Vallières, Minuit d'Andrée Watters.

## Album le plus vendu
- Duos Dubois (Artistes variés)

Autres nommés: Nos lendemains d'Isabelle Boulay, Les saisons s'tassent de Kaïn, Dangereuse attraction de Marie-Mai, L'album du peuple - tome 7 de François Pérusse.

## Album pop de l'année
- Lever l'ancre d'Alfa Rococo

Autres nommés: Nos lendemains d'Isabelle Boulay, Loin de la lumière de Gregory Charles, En concert dans la forêt des mal-aimés de Pierre Lapointe, Rose sang de Catherine Major.

## Album rock de l'année
- Dangereuse attraction de Marie-Mai

Autres nommés: Le taureau de Rudy Caya, Le ciel saigne le martyre d'Anik Jean, Les saisons s'tassent de Kaïn, Ma peau d'Éric Lapointe.

## Album pop-rock de l'année
- Tous les sens d'Ariane Moffatt

Autres nommés: Les autres de France D'Amour, Escalader l'ivresse d'Alexandre Désilets, Revenir à toi de Marc Dupré, Qu'on se lève de Jonathan Painchaud.

## Album alternatif de l'année
- Le volume du vent de Karkwa

## Album anglophone de l'année
- 70s de Sylvain Cossette

## Album jeunesse de l'année
- 14 pistes pour débutants et intermédiaires de Shilvi

## Album folk de l'année
- Au Grand Théâtre de Québec des Cowboys Fringants

## Album country de l'année
- Quand le country dit bonjour... tome 2 (Artistes variés)

Autres nommés : Trésors retrouvés de Réal V. Benoit, Sur l'autre rive d'Annie Blanchard, La République des Roturiers, Je suis qui je suis de Linda Rocheleau

## Album humour de l'année
- L'album du peuple - tome 7 de François Pérusse

Autres nommés : Stage Lacroix de Stage Lacroix, Il était une fois... Les Grandes Gueules à la radio des Grandes Gueules, Les super héros de la radio des Justiciers masqués

## Album hip-hop de l'année
- Gatineau de Gatineau

## Album instrumental de l'année
Noël, Christmas, Naridad, Weinachter, Natale, Kentmis, Jul de Richard Abel

## Album jazz création de l'année
- Second Time Around d'Oliver Jones

## Album jazz international de l'année
- Bruno Pelletier et le Grozorchestre de Bruno Pelletier

## Spectacle de l'année (auteur-compositeur-interprète)
- L'échec du matériel de Daniel Bélanger

Autres nommés: Les saisons s'tassent de Kaïn, Dangereuse attraction live de Marie-Mai, Le Repère tranquille de Vincent Vallières, La sacrée rencontre de Gilles Vigneault et les Charbonniers de l'enfer.

## Spectacle de l'année (interprète)
- Ta route est ma route d'Isabelle Boulay

Autres nommés: Le party des fêtes à Lapointe (Artistes variés), Demi-jour de Luce Dufault, Le monde à Lambert du Bébert Orchestra, 50 ans d'amour de Michel Louvain, Comme ça de Marie-Élaine Thibert.

## Spectacle humour de l'année
- Suivre la parade de Louis-José Houde

Autres nommés: Arrête ton cinéma! de Rachid Badouri, 3e round de Peter MacLeod, Condamné à l'excellence de Martin Matte, Volez la vedette! de Martin Rozon.

## Vidéoclip de l'année
- Échapper au sort de Karkwa

Autres nommés: L'éphémère d'Alexandre Désilets, Alors, alors de Dumas, M'accrocher? de Loco Locass, Qui prendra ma place de Marie-Mai.

## Hommage
- Céline Dion

## Sources
Gala de l'ADISQ 2008